# 石村とも子
石村 とも子（いしむら ともこ ）は、日本の女優。埼玉県出身。三木プロダクション所属。
青山学院大学英米文学科卒業。アール・エフ・ラジオ日本のアナウンサーを経て俳優になる。野伏翔主宰の劇団「夜想会」の中心メンバーとして、舞台を中心に活動。

## 主な出演作品

### 特撮
- 電脳警察サイバーコップ（デューイン女史）

### 映画
- 稲村ジェーン
- 奇跡の山
- トーキング・ヘッド
- 初恋 夏の記憶
- めぐみへの誓い